# Pierre de Hérain
Pierre Dehérain, dit Pierre de Hérain, est un réalisateur français né le 24 juillet 1904 à Avilly-Saint-Léonard (Oise) et mort le 25 septembre 1972 à Paris 16e.
Il est le beau-fils de Philippe Pétain.

## Biographie
Fils du peintre et graveur François de Hérain (1877-1962) et d'Eugénie Hardon, petit-fils de Pierre-Paul Dehérain (1830-1902), Pierre Paul Henri Dehérain de son nom complet, est par ailleurs le beau-fils du maréchal Pétain avec lequel sa mère s'est remariée en 1920.
Avec le film Monsieur des Lourdines (1943), « un hymne au retour à la terre », tiré du roman éponyme d'Alphonse de Châteaubriant, il participe au « message que laiss[ait] le cinéma de l'époque ».
En juin 1947, Pierre Dehérain, catholique, se marie avec Odette Stern (1902-1986), d'origine juive et mariée précédemment à un M. Gompertz dont elle a un fils. Le 25 octobre 1954, Eugénie Pétain, légataire universelle de son mari, confirme son fils Pierre de Hérain, comme son légataire universel.

## Filmographie

### Assistant-réalisateur
- 1934 : Itto, de Jean Benoît-Lévy et Marie Epstein
- 1935 : Divine, de Max Ophüls
- 1938 : Monsieur Coccinelle, de Dominique Bernard-Deschamps

### Monteur
- 1936 : La Tendre Ennemie, de Max Ophuls
- 1937 : À nous deux, madame la vie, de René Guissart et Yves Mirande
- 1937 : Forfaiture, de Marcel L'Herbier
- 1938 : La Vierge folle, d'Henri Diamant-Berger
- 1939 : Le Déserteur, de Léonide Moguy
- 1940 : Tempête, de Dominique Bernard-Deschamps

### Réalisateur
- 1943 : Monsieur des Lourdines
- 1945 : Paméla
- 1947 : L'Amour autour de la maison
- 1947 : Le Mannequin assassiné
- 1949 : Marlène